# Hans-Jürgen Ruppert
Hans-Jürgen Ruppert (geboren 1945) ist ein evangelischer Pfarrer, Theologe und Autor.
Ruppert studierte Evangelische Theologie, osteuropäische Geschichte und Philosophie in Frankfurt am Main, Mainz und Tübingen, war Stipendiat des Ökumenischen Rates der Kirchen am Päpstlichen Orientalischen Institut in Rom und wissenschaftlicher Assistent am Ökumenischen Institut der Universität Heidelberg, wo er 1978 mit einer Arbeit über Sergei Nikolajewitsch Bulgakow promoviert wurde.
Ab 1981 war er Referent für Theosophie und Anthroposophie der Evangelischen Zentralstelle für Weltanschauungsfragen (EZW). Neben einigen Monographien verfasste er in dieser Funktion zahlreiche kleinere Schriften apologetischen Inhalts, die in den Publikationsreihen der EZW erschienen und sich hauptsächlich mit den Neuen Religiösen Bewegungen befassten.

## Schriften
- Die Kosmodizee S. N. Bulgakovs als Problem der christlichen Weltanschauung. Dissertation Heidelberg 1978. Heidelberg 1977.
- Heilung für die Erde. Weltanschauliche Voraussetzungen des biologisch-dynamischen Landbaus (= EZW-Information Nr. 88). Stuttgart 1983, PDF.
- New age, Endzeit oder Wendezeit? Coprint, Wiesbaden 1985, ISBN 3-922819-20-6.
- Durchbruch zur Innenwelt. Spirituelle Impulse aus New Age und Esoterik in kritischer Beleuchtung. Quell-Verlag, Stuttgart 1988, ISBN 3-7918-1408-7.
- mit Wilhelm Knackstedt: Die New Age-Bewegung. Darstellung und Kritik (= EZW-Information Nr. 105). Stuttgart 1988, PDF.
- Die Wiederkehr der Schamanen. Darstellung und Kritik. Arbeitsgemeinschaft der Österreichischen Seelsorgeämter, Referat für Weltanschauungsfragen, Wien 1989.
- Okkultismus: Geisterwelt oder neuer Weltgeist? Hrsg. von Thomas Lardon. Ed. Coprint, Wiesbaden & Wuppertal ca. 1990, ISBN 3-417-28063-X.
- Theosophie. Strömungen, Inhalte. Arbeitsgemeinschaft der Österreichischen Seelsorgeämter. Hrsg. und Red.: Referat für Weltanschauungsfragen. In Zusammenarbeit mit der Arbeitsgruppe „Neue Religiöse Bewegungen in der Schweiz“ der Schweizerischen Bischofskonferenz und des Schweizerischen Evangelischen Kirchenbundes. Katholische Sozialethische Arbeitsstelle – Arbeitsstelle der Deutschen Bischofskonferenz, Referat Sekten und Weltanschauungsfragen. Arbeitsgemeinschaft der Österreichischen Seelsorgeämter, Referat für Weltanschauungsfragen, Wien 1992.
- Der christliche Glaube und das Paranormale (= EZW-Information Nr. 117). Stuttgart 1992, PDF.
- Theosophie – unterwegs zum okkulten Übermenschen. Eine kritische Auseinandersetzung mit der Neu- und Umdefinition zentraler biblisch-christlicher Glaubensinhalte in theosophischen Texten und Stellungnahmen. Bahn, Konstanz 1993, ISBN 3-7621-7702-3.
- Satanismus. Zwischen Religion und Kriminalität (= EZW-Texte 140). EZW, Berlin 1998, PDF.
- Vom Sternenkult zum Computerhoroskop. Weltanschauliche Deutungsansätze der Astrologie (= EZW-Texte 150). EZW, Berlin 1999.
- Jugendsatanismus. Referat für Weltanschauungsfragen, Wien 1999.
- Helena Blavatsky – Stammutter der Esoterik (= EZW-Texte 155). EZW, Berlin 2000.
- mit Matthias Pöhlmann und Reinhard Hempelmann: Die EZW im Zug der Zeit. Beiträge zu Geschichte und Auftrag evangelischer Weltanschauungsarbeit (= EZW-Texte 154). EZW, Berlin 2000.
- Mythos Atlantis. Von Platos Utopie bis zur religiösen Gegenwartskultur. EZW-Texte 158. EZW, Berlin 2001.
- Der Mythos der Rosenkreuzer (= EZW-Texte 160). EZW, Berlin 2001.
- Rosenkreuzer. Hugendubel, Kreuzlingen & München  2004, ISBN 3-7205-2533-3.